# Streptocarpus buchananii
Streptocarpus buchananii är en tvåhjärtbladig växtart som beskrevs av Charles Baron Clarke. Streptocarpus buchananii ingår i släktet Streptocarpus och familjen Gesneriaceae. Inga underarter finns listade i Catalogue of Life.